# ウォム岬

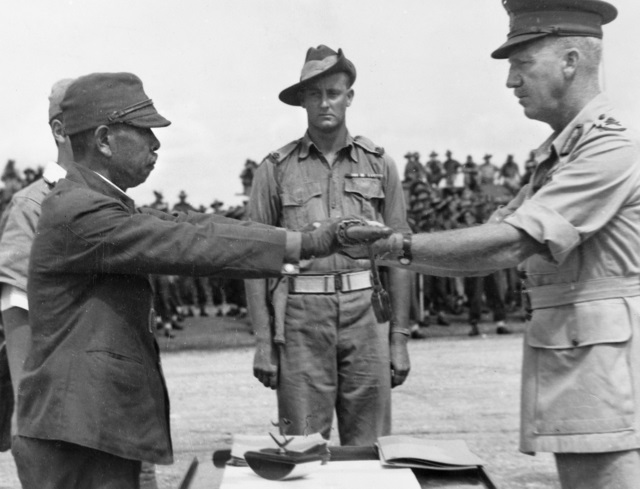
1945年9月13日、第18軍司令官安達二十三中将から軍刀を受け取るホレース・ロバートソン少将。中央で立ち会うのはダグラス・バローズ少佐。

ウォム岬（ウォムみさき、英語: Cape Wom）は、パプア・ニューギニア・東セピック州ウェワク付近にある岬。ビスマルク海のドグレト湾（Dogreto Bay）に面する。
1945年9月13日、当地にて帝国陸軍第18軍の降伏式典が実施された。第18軍司令官安達二十三中将は、降伏の証として軍刀をオーストラリア陸軍第6師団長ホレース・ロバートソン少将に手渡した。現在ではウォム岬記念公園（Cape Wom Memorial Park）として整備されており、公園には降伏記念碑が設置されている。